# Lauren Laverne
Lauren Cecilia Fisher (Sunderland, 28 april 1978), professioneel bekend als Lauren Laverne, is een Engelse radio-dj, model, televisiepresentatrice, schrijfster en zangeres. Ze was de leadzangeres en gitariste van de alternatieve rockband Kenickie.
Het album At The Club van de groep bereikte de top 10, maar haar grootste succes kwam toen ze zong op de single Don't Falter van Mint Royale. Laverne presenteerde talloze televisieprogramma's, waaronder 10 O'Clock Live voor Channel 4 en The Culture Show en ze deed verslaggeving van het Glastonbury Festival voor de BBC. Ze heeft ook een roman gepubliceerd met de titel Candypop: Candy and the Broken Biscuits. Ze presenteert de show van de late ochtend tot de lunch op BBC Radio 6 Music en werd in 2018 presentatrice van het langlopende radioprogramma Desert Island Discs.